# پرسمی کاکل‌دار

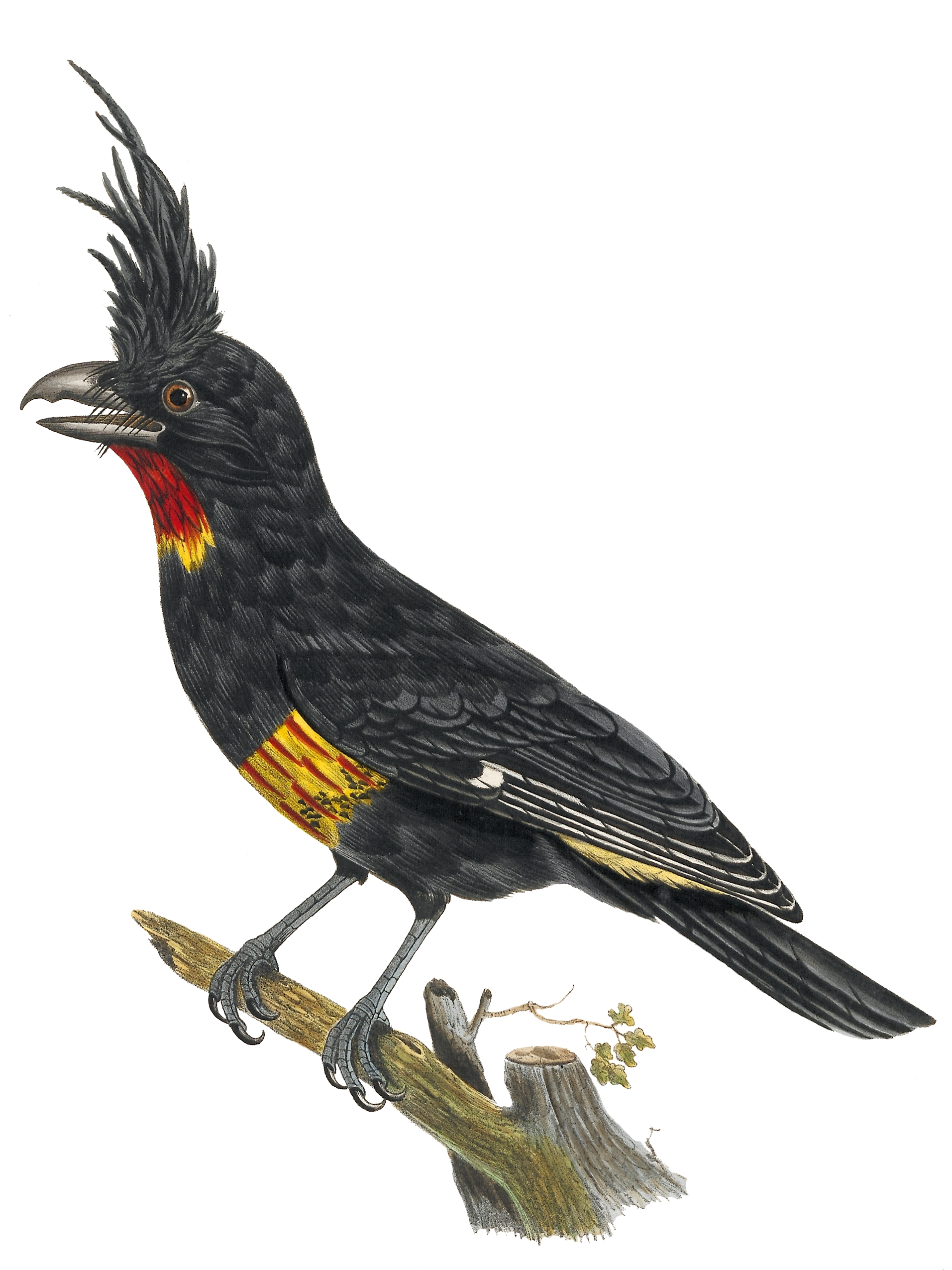
پرسمی کاکل‌دار در حالت آواز

پرسمی کاکل‌دار یا پیتویی کاکل‌دار (نام علمی: Pitohui cristatus) نام یک گونه از سرده پیتویی است.